# ReMastered: El doble asesinato de Sam Cooke
ReMastered: El doble asesinato de Sam Cooke es un documental biográfico de 2019 sobre Sam Cooke, el artista y activista, y las circunstancias y la controversia que rodearon su asesinato.

## Sinopsis
El 11 de diciembre de 1964, a la edad de 33 años, Cooke fue asesinado a tiros por Bertha Franklin, la gerente del Hacienda Motel en Los Ángeles, California. ReMastered: El doble asesinato de Sam Cooke explora el misterio detrás del asesinato a través de entrevistas con familiares, amigos, periodistas y académicos, así como imágenes de archivo.

## Reparto
- Sam Cooke
- Quincy Jones
- Smokey Robinson
- Dionne Warwick
- Lou Adler
- Al Schmitt
- Jerry Brandt
- Jim Brown
- Marjorie Cocinero
- Billy Davis
- Joan Rocío
- Norman Edelen
- Renee Graham
- Erik Greene
- Jason King
- Spencer Filtración